# Alicanto

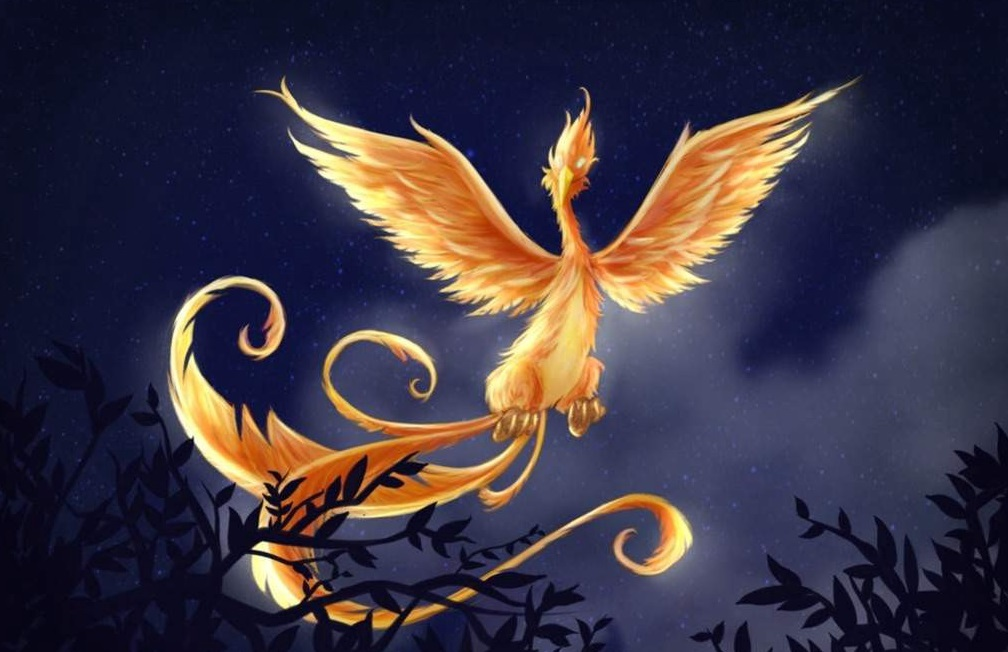
Representación del Alicanto según descripciones

El Alicanto es una criatura mitológica del desierto de la Región de Atacama, perteneciente a la mitología chilena.
El Alicanto sería un ave de un tamaño entre mediano a enorme, con una belleza casi mágica que posee grandes alas de color dorado, una delicada cabeza como la de un cisne, un pico encorvado y patas alargadas con grandes garras. Se dice que se alimenta de metales preciosos, lo que explica la razón de su destacado color dorado.

## Historia
El Alicanto habita en las colinas del norte de Chile, donde se cree que hay yacimientos de metales y minerales preciosos, de los cuales se alimenta el ave; debido a esto, el avistamiento del Alicanto es considerado de buena fortuna ya que quien logre seguirlo hasta su refugio, encontrará allí oro, plata u otros metales valiosos.
Sin embargo, no siempre resulta ser una buena señal para todos los que lo observan. El Alicanto posee el poder de saber las intenciones de quien lo sigue, por lo que si dicha persona es avariciosa o tiene alguna mala intención el ave hará que se pierda, llevándolo por distintos caminos peligrosos y desconocidos, de donde no podrá volver, ni mucho menos encontrar su refugio. Debido a las tradiciones del norte de Chile, las personas que se pierden suelen rezarle a la Virgen de Punta Negra para poder encontrar el camino de vuelta y regresar a sus hogares.
Se dice que el Alicanto puede llegar a cegar con su brillo a quienes lo observan, puesto que la mayor parte del tiempo su plumaje es de un brillante color dorado, debido a que se alimenta de oro; por ende, si se alimenta de plata, su pelaje sería de un brillante color plateado. Sin embargo, si el Alicanto come, no podrá volar por un tiempo debido a su excesivo peso adquirido por el metal, lo que no es peligroso para el ave, ya que no deja huellas al caminar y no podrán seguirlo.